# Fredrik Wilhelm Klint
Fredrik Wilhelm Klint, född 7 februari 1811 i Visby, Gotland, död 1 juni 1894 i Stockholm. Han var en svensk organist, musiklärare och tonsättare. Han gjorde studier vid Uppsala universitet och Musikkonservatoriet i Stockholm Han var mellan 1842 och 1854 organist vid Franska reformerta kyrka, Stockholm och mellan 1858 och 1877 organist i Östergarns kyrka, Gotland. Han var musikchef på Musikaliska sällskapet i Visby mellan 1856 och 1858.
När han arbetade i Stockholm skrev han främst musik för kammarmusik och salongsmusik och när han arbetade på Gotland skrev han främst musik för orgel och kör.

## Biografi
Klint föddes i Visby och var son till apotekaren Georg Fredrik Klint och Johanna Elisabeth Fägersten. Fadern var från början födde i Stockholm och kom till Visby 1808. Han gifte sig då med Fägersten som var änka till den tidigare apotekaren. De fick tillsammans två barn Johan Georg och Fredrik Wilhelm. Fredrik Wilhelm började sin bana som musiker då han blev elev på Musikaliska sällskapet i Visby. Han tog även lektioner för stadskaplanen Carl Enequist. Han studerade vid Visby läroverk och fick formell studentexamen i Uppsala och skrev in sig där hösten 1829. Efter Uppsala universitet fortsatte han på Karolinska institutet vilket gav honom  behörighet att arbeta som apotekare. Men under studietiden fortsatte Kling att ta lektioner av den holländske pianisten Johan van Boom. Efter Karolinska studerade han vid Musikkonservatoriet och tog examen där 1844.
Efter sina studier vid konservatoriet blir han anställd i Franska reformerta kyrkan som låg på Stora Nygatan i Gamla stan. Det var inte en heltidstjänst så vid sidan om undervisade han och komponerade. Hans kompositioner från Stockholmstiden visar på goda kontakter i stadens musikliv. 1846 gifter sig Klint med skådespelaren vid kungliga dramatiska teatern Euphrosyne Dorothea Christoffersson. De får tillsammans två barn Frans Wilhelm, född 1847 och Dorothea Johanna, född 1848. På hösten 1854 slutar Klint som organist i Stockholm och familjen flyttar till Visby. 
I Visby började han undervisa elever, bland annat systrarna Elfrida Andrée och Fredrika Stenhammar. 1856 blev han musikchef för Musikaliska sällskapet i Visby, där han tidigare hade varit elev och stannar som chef där till 1858. Det året anställs han som skollärare, klockare och organist i Östergarns församling på Gotland. Under tiden där fortsatte han att komponera och ge lektioner. Han undervisade bland annat Jacob Adolf Hägg som kom att bli pianist och tonsättare. 1877 slutar han i församlingen och familjen flyttar tillbaka till Stockholm. Från 1882 bor de på Danviks hospital där sedan Fredrik Wilhelm Klint avlider 1894.

## Verklista

### Orkesterverk
- Andante religioso. Skriven för stråkorkester.

### Kammarmusik
- - Två stråkkvartetter. Op. 10.
  - 1. Stråkkvartett nr 1 i g-moll. Tillägnad Oskar I.
  - 2. Stråkkvartett nr 2 i d-moll.
- Två stråkkvartetter. Op. 11.
  - 1. Stråkkvartett nr 3 i d-moll.
  - 2. Stråkkvartett nr 4 i a-moll.
- Två stråkkvartetter. Op. 25.
  - 1. Stråkkvartett nr 5 i F-dur.
  - 2. Stråkkvartett nr 6 i A-dur. Gavs ut av Musikaliska konstföreningen 1882.
- Minne av Stockholm 1866 "Impromtu quasi Elegia" för violin och piano, op. 27. Tillägnad förstaviolinisten vid Kungliga hovkapellet Adolf Fredrik Lindroth.
- Introduktion och konsertvariationer på ett tema med final. För klarinett och piano. Op. 13. Tillägnad militären G. de Lühman.

### Pianoverk
- Sonat för forte-piano i d-moll Utgiven 1851 i Stockholm på eget förlag.
- La convalescence. Stor vals.
- Elegi, op. 27.
- Vals.
- Hambo-polska.
- Etyd
- Isbjörnsvalser, tillägnad Vegas vetenskapsmän, befäl, etc., op. 3.
- Hambopolska.
- Romans. Daterad 21 maj 1838 i Sollentunaholm.
- Romans. Daterad 4 september 1838, på vägen mellan Eds prostgård och Sollentunaholm.
- Vals à la Strauss. Tillägnad fru Hedda Bahr.
- Tema "Moderato, quasi andante". Daterad annandag påsk 1838 i Nytorp.
- Introduktion och rondo fantasi. Daterad december 1837 i Sollentunaholm. Op. 7. Tillägnad E. M. Lindman.

#### Arrangemang för piano
- Anglaise. Transkription av Anglaise för stor orkester av tonsättare. Op. 5:1. 
  - Två stråkkvartetter. Op. 10.  Transkription till piano av tonsättaren.
  - 1. Stråkkvartett nr 1 i g-moll. Tillägnad Oskar I.
  - 2. Stråkkvartett nr 2 i d-moll.
- Två stråkkvartetter. Op. 11.  Transkription till piano av tonsättaren.
  - 1. Stråkkvartett nr 3 i d-moll.
  - 2. Stråkkvartett nr 4 i a-moll.
- Två stråkkvartetter. Op. 25.  Transkription till piano av tonsättaren.
  - 1. Stråkkvartett nr 5 i F-dur.
  - 2. Stråkkvartett nr 6 i A-dur. Gavs ut av Musikaliska konstföreningen 1882.
- Minne av Stockholm 1866 "Impromtu quasi Elegia" för violin och piano, op. 27. Tillägnad förstaviolinisten vid Kungliga hovkapellet Adolf Fredrik Lindroth. Transkription till piano av tonsättaren.
- Introduktion och konsertvariationer på ett tema med final. För klarinett och piano. Op. 13. Tillägnad militären G. de Lühman. Transkription till piano av tonsättaren.
- Vals. Transkription av Vals för stor orkester av tonsättare. Tillägnad studenten E. M. Lindman. Op. 5:2.
- Vals. Transkription av Vals för orkester av tonsättare. Komponerad i Uppsala den 20 september 1837.

#### Fyrhändiga verk
- Pianosonat i Ass-dur.
- Två qvadriller. Transkription av Två qvadriller för stor orkester av tonsättare. Op. 5:3.
- Vals. Transkription av Vals för orkester av tonsättare. Tillägnad studenten E. M. Lindman. Op. 5:2.
- Vals. Transkription av Vals för orkester av tonsättare.
- Stor vals. Transkription av Stor vals för orkester av tonsättare. Tillägnad studenten E. M. Lindman.
- Tema med variationer. Tillägnad eleven fröken A.S.M.A. Rudbeck.
- Vals à la Strauss. Tillägnad fru Hedda Bahr.

#### Arrangemang för fyrhändigt piano
- Två stråkkvartetter. Op. 10.  Transkription till fyrhändigt piano av tonsättaren.
  - 1. Stråkkvartett nr 1 i g-moll. Tillägnad Oskar I.
  - 2. Stråkkvartett nr 2 i d-moll.
- Två stråkkvartetter. Op. 25.  Transkription till fyrhändigt piano av tonsättaren.
  - 2. Stråkkvartett nr 6 i A-dur. Gavs ut av Musikaliska konstföreningen 1882.
- Skogsblomma, op. 21:1. Transkription till fyrhändigt piano av tonsättaren.

### Orgelverk
- Förspel, två utgångsstycken och 4 marscher.
- 80 koralförspel och 3 efterspel, op. 19.
- 70 orgelförspel till alla uti svenska koralboken förekommande psalmer, jämte trenne efterspel och tvenne marscher.
- Preludium "Andante maestoso".
- Preludium i a-moll.
- Preludium i g-moll.
- Andantino. 11 september 1852, Göteborg.
- 17 lätta preludier för melodium. Op. 15.
- Två små orgelfantasier. Tillägnad Niklas Hägg. Op. 16. 
  - Fantasi i d-moll, op. 16:1. Tillägnad Niklas Hägg.
- Vid tullinspektören vid Katthammarsvik, Gotland Johan Emanuel Stenbergs jordfästning, 8 juni 1866.

### Körverk

#### Blandad kör a cappella
- Op. 8.
  - 4. Den älskades gåfva ”Jag skildes från dig, då skänkte du mig”.

- Op. 12.
  - 3. Sömnen (”Hvem är ynglingen som nalkas”).

- Op. 22.
  - 1. Svensk folksång ”Sverges folk! I samdrägt sjung” (Johan Magnus Rosén).
  - 2. Tonerna ”I vänliga toner som flygen så lätt”. Tryckt i Musikbladet 1896.

- Op. 28. 
  - 1. Evig frid ”Evig frid! Stråle af det högre ljuset”).

- Aftonbön ”Till Gud jag flyr” (Carl Wilhelm Böttiger). Arrangerad för blandade röster av C.J. Uby.
- Avskedssång ”Ännu, ack för sista gången” (ord av komminister von Bahr). För prosten Carl Enequist i Visby 7 maj 1831.
- Kantat ”Höjom glasen, höjom rösten”. Op. 6. Kantat vid häradshövdingen Wistrands och Lindmans bröllopsfest 18 juni 1837 i Uppsala.
- Svensk folkvisa ”Så tager jag min bössa och min lilla hund”. Upptecknad och arrangerad av Klint.
- Svensk folkvisa ”Och minns du hvad du lovade”. Upptecknad och arrangerad av Klint.
- Svensk folkvisa ”Allt under himmelens fäste”. Arrangerad av Klint.
- Kantat ”Verldarnes Herre! Nådernes Gud!”. För sopran, alt, tenor och bas. Arrangerad för två tenorer och två basar.

##### Med ackompanjemang
- Op. 17. Tillägnad kung Oscar I av Sverige och Norge. För två fyrstämmiga kyrkokörer för blandade röster och orgel. Även för flöjt, oboe, klarinett, fagott, kornett, klarinett, kornett, trombon, timpani, ad libitum.
  - 1. Vi gingo alla i mörkrets villa.
  - 2. Verldarnes Herre.
- Förtvivlan och tröst (Carl Enequist). För blandad kör och bassolo, op. 29.
- Aftonbön ”Till Gud jag flyr” (Carl Wilhelm Böttiger), op. 12:5.
- Hymn ”Verldarnes herre, nådernes Gud”. Op. 17:2.
- Sång på Juldagen 1860 ”Wi gingo alle i mörkrets villa”. Op. 18/17:1.

#### Manskör
- Op. 8.
  - 4. Den älskades gåva ”Jag skiljdes från dig, då skänkte du mig”.

- Op. 12.
  - 1. Hoppet ”Möter mitt öga dig från det höga”.
  - 2. Harmonien ”Vem är engeln, från vars luta”.
  - 3. Våren ”Våren med himmelsblå sippor bekrönt kullen”.
  - 3. Sömnen ”Hvem är ynglingen som nalkas med en vallmokrans i håren”.

- Op. 22.
  - 1. Svensk folksång ”Sverges folk! I samdrägt sjung” (Johan Magnus Rosén).
  - 2. Tonerna ”I vänliga toner som flygen så lätt”.

- Op. 23.
  - 1. Till tonerna ”Toner, o toner!”.
  - 2. Till de sköna ”I blomstrande tärnor, som tjusen vårt öga” (Carl Fredric Dahlgren).

- Jesu namn.
- Skogsblomman ”Jag gick uti en blomsterlund”. Tillägnad Prinsessan Eugénie av Sverige och Norge.
- Vid Astorgas graf ”Du söker en lindring för sörjande hjertat”.
- Påskdagen 1891.
- För fosterlandet ”Fader, du kära” (C. J. Utby). Ursprungligen komponerad till annan text.
- Fiskaren (”När rodnande vestern har famnat” (C. J. Uby).
- I afskedsstunden ”Hur glad, hur säll” (ord av Borgmästarinnan Cramér).
- Wid en hjeltes död ”Det gifs en klippa”.
- Den gamle ungkarlen ”Kors för tusan, hvad den tiden lider!”.
- Sångkvartett. Utan text. Daterad24 maj 1838 i Solletunaholm.
- Carlsdagen 1831 ”Hur glad, hur säll var denna stunden” (ord av borgmästarinnan Cramér). Tillägnad prosten Carl Eneqvist.
- Vid Prosten Carl Eneqvists avskedstagande av ungkarlslivet, morgonen efter dess bröllopsdag 19 september 1831. ”I Hymens bojor fången” (ord av Comminister von Bahr”).

##### Med ackompanjemang
- Kantat ”Jubelsånger festligt skalla”. Uppförd vid jubelfesten 1830 i Visby domkyrka. För Manskör och orgel. Op. 3.

### Sång och piano
- Op. 8.
  - 1. Korsaren ”När jag far ut på skummig våg” (Leonard Höijer).
  - 2. Den älskades gåfva ”Jag skildes från dig”.
  - 3. Den unga fiskaren/Antonio ”När rodnande Vestern har famnat sin sol” (Leonard Höijer).
  - 4. Den älskades gåva ”Jag skildes från dig, då skänkte du mig”. Daterad 18 november 1838 i Edsberg.

- Årets tider. Op. 9 
  - 1. Våren ”Våren med himmelsblå sippor”. Tryckt i Köpenhamn.
  - 2. Sommaren ”Till mognad ljusets lilja”. Komponerad 1902.
  - 3. Hösten ”Ännu huld naturen står”.
  - 4. Vintern ”I trängre cirkelfart”. Tryckt i Från tonernas värld. Musiktidningens julnummer 1913, sida 7.

- Op. 12.
  - 1. Hoppet ”Möter mitt öga dig från det höga”. Tryckt i Köpenhamn 1893.
  - 2. Harmonien ”Vem är engeln från vars luta”.
  - 3. Sömnen ”Hvem är ynglingen som nalkas”.
  - 4. Morgonbön ”Haf tack, o Gud” (Carl Wilhelm Böttiger). Tryckt i Soldatens sångbok.

- Op. 14.
  - a. Vid Astorgas graf ”Du söker en lindring för sörjande hjertat”.
  - 2. Kärlek ”Jag älskar dig men vågar ej förråda”.
  - 2. Den första kärleken, romance ”Jag älskar dig, men fruktar att förråda”. Komponerad 6 augusti 1837.
  - 3. Den gamle ungkarlen ”Kors för tusan hvad den tiden” (Richard Gustafsson).

- Op. 19. 
  - 2. Aftonbön ”Till Gud jag flyr” (Carl Wilhelm Böttiger). Arrangerad för blandade röster av C.J. Uby.

- Op. 21
  - 1. Skogsblomman ”Jag gick uti en blomsterlund” (Richard Gustafsson).
  - 2. Hjertats hem ”Var är ditt hem?” (Karl XV). Tryckt i Köpenhamn 1892.
  - 3. Hösten ”Se hösten kommer och alla små blommor”.
  - 5. Hvar är du, min barndoms älskade?, visa i folkton.

- Svensk sång, årgång 1, s. 112-113.
- Strid och frid ”Ack, vad är som mig tär”.
- Svensk folksång ”Sverges folk! I samdrägt sjung” (Johan Magnus Rosén).
- Öfvergiven ”Från dig i smärtans tårar skild”.
- Wid vännens graf ”Hvila med ro i eviga friden”, sorgmarsch.
- För fosterlandet ”Fader, du kära” (C. J. Uby).
- Caprice för näsa och piano.
- Trennungsklage/Saknad ”Seit ich von Dir in Thränen”, för tenor och piano. Datering 10 februari 1939 i Edsberg.
- En dröm ”O, hvilken dröm” (Wilhelm von Braun).

### Arrangemang

#### Orkester
- Ouvertyr till ”Tigrane”. Arrangemang för mindre orkester.
- Ouvertyr av Friedrich Heinrich Himmel. Arrangemang för mindre orkester.
- Duo ur ”Josef”. Arrangerat till ackompanjemang för liten orkester.
- Scen nr 2 ur ”Josef”. Arrangerat till ackompanjemang för liten orkester.
- Scen nr 8 ur ”Josef”. Arrangerat till ackompanjemang för liten orkester.
- Konsertouvertyr i E av Andreas Randel. Arrangemang för mindre orkester.
- Fiskarekören ur ”Den stumma från Portici” av Daniel Auber. Arrangerat till ackompanjemang för liten orkester.

#### Kammarmusik
- Fantasi över en Schweizersång. Arrangemang för blåskvartett och horn.
- Fem pianosonater av Ludwig van Beethoven. Arrangemang för stråkkvartett.
- Pianosonat av Ferdinand Ries. Arrangemang för stråkkvartett.
- Pianosonat i D av Friedrich Kuhlau. Arrangemang för flöjt och stråkkvartett.
- 17 fugor ur Johann Sebastian Bachs Das wohltemperierte Klavier. Arrangemang får stråkkvartett.
- Jubelouvertyr av Carl Maria von Weber. Arrangemang för stråkkvartett.
- Ouvertyr av Friedrich Heinrich Himmel. Arrangemang för stråktrio, flöjt och piano.
- Potpurri ur Robert. Arrangemang för flöjt och piano.
- Duo. Arrangemang för flöjt och piano.
- Nocturne av Friedrich Kalkbrenner. Arrangemang för violin och piano.
- Nocturne av Johan van Boom. Arrangemang för violin och piano.
- Andante av Franz Xaver Chwatal. Arrangemang för fyrhändigt piano, violin, viola och cello.

#### Fyrhändigt piano
- Pianosonat av Ludwig van Beethoven, op. 14:2. Arrangemang för fyrhändigt piano.
- Bataille de Fleurus. Arrangemang för fyrhändigt piano.
- Pianosonat av Ferdinand Ries. Arrangemang för fyrhändigt piano.
- L´Allegresse av Carl Czerny. Arrangemang för fyrhändigt piano.
- Lied och Wals av Felix Mendelsohn. Arrangemang för fyrhändigt piano.
- La Melancholie” av François Prume. Arrangemang för fyrhändigt piano.
- Grande Quartor av Friedrich Kuhlau. Arrangemang för fyrhändigt piano.
- Fantasi över ”Oberon” av Sigismund Thalberg. Arrangemang för fyrhändigt piano.
- Fantasi över ”Moses” av Sigismund Thalberg. Arrangemang för fyrhändigt piano.
- Fantasi över ”Friskytten” av Sigismund Thalberg. Arrangemang för fyrhändigt piano.
- Septett av Ludwig van Beethoven. Arrangemang för fyrhändigt piano.
- Impromptu av Jan van Boom. Arrangemang för fyrhändigt piano.
- Ouvertyr till ”Don Juan”. Arrangemang för fyrhändigt piano.
- Fantasie romanesque av Carl Czerny. Arrangemang för fyrhändigt piano.
- Kör ur ”Lulu”. Arrangemang för fyrhändigt piano.

#### Pianosolo
- Solokvartett och kör ur ”Yttersta domen” av Louis Spohr. Arrangemang för pianosolo.
- Ouvertyr till Ifigenia in Aulis. Arrangemang för pianosolo.
- ”La Melancholie” av François Prume. Arrangemang för pianosolo.
- Septett av Ludwig van Beethoven. Arrangemang för pianosolo.
- Duo ur ”Yttersta domen” av Louis Spohr. Arrangemang för pianosolo.